# Psammochloa villosa
Psammochloa villosa là một loài thực vật có hoa trong họ Hòa thảo. Loài này được (Trin.) Bor miêu tả khoa học đầu tiên năm 1951.